# Patroclooo!... e il soldato Camillone, grande grosso e frescone
Patroclooo!... e il soldato Camillone, grande grosso e frescone è un film commedia militare del 1973 diretto da Mariano Laurenti con Pippo Franco.

## Trama
Bruno Camillone, noto ladro che vive a Roma, deve recarsi in Portogallo per contrabbandare diamanti. Ha però bisogno di un passaporto che lo accrediti come una persona onesta. Il suo mandante glielo procura: d'ora in poi lui sarà Salvatore Bruschetta. Proprio in quei giorni, però, un vero Salvatore Bruschetta attende la chiamata al servizio di leva, che giunge così a Camillone, il quale finisce in Puglia a fare il soldato, agli ordini di un brusco sergente. Per di più in caserma si aggira uno psichiatra pazzo che urla a squarciagola il nome di Patroclo. Bruschetta-Camillone, dopo vari tentativi di fuga falliti, si ingrazia in qualche modo superiori e amici, e sposa pure una bella ragazza barese. Finito l'anno di leva, torna a Roma ma lo attende la vera cartolina precetto, che lo fa tornare nella stessa caserma pugliese, stavolta come Bruno Camillone.